# .tp
.tp — национальный домен верхнего уровня для Португальского Тимора. В настоящее время не используется и имеет статус удалённого в связи с тем, что Португальский Тимор, став независимым, сменил своё название на Восточный Тимор.
Домен был официально запущен в декабре 1997 года интернет-провайдером connect.ie из Дублина, столицы Ирландии, при заочном сотрудничестве с тогдашними властями Восточного Тимора.
До 2015 года домен находился в процессе замены на новый домен, выделенный для Восточного Тимора, — .tl.
.tp оставался активным в течение всего процесса замены на новый домен, хотя уже тогда не соответствовал стандарту ISO 3166-1, по которому двухбуквенный код домена должен отражать название государства Timor Português (или Portuguese Timor (англ.)).
Последнее зафиксированное изменение в доменной зоне .tp было 22 апреля 2008 года.
В феврале 2015 года домен был удалён.